# Cassinia retorta
Espèce
Synonymes
- Calea leptophylla G.Forst.[2]
- Cassinia albida (Kirk) Cockayne[2]
- Cassinia fulvida Hook.f.[2]
- Cassinia glossophylla Cass.[2]
- Cassinia leptophylla (G.Forst.) R.Br.[2]
- Cassinia retorta A.Cunn. ex DC.[2]
- Cassinia spathulata Colenso[2]
- Cassinia vauvilliersii Hook.f.[2]
- Olearia xanthophylla Colenso[2]
- Ozothamnus leptophyllus (G.Forst.) Breitw. & J.M.Ward

- Ozothamnus vauvilliersii Hombron & Jacquinot ex Decne.[2]

Cassinia retorta est une espèce de plantes à fleurs de la famille des Asteraceae.